# سلفادور نافارو
سلفادور نافارو (بالإسبانية: Salvador Navarro)‏ مواليد 8 يناير 1977 في برشلونة، هو لاعب كرة مضرب إسباني سابق بدأ مسيرته كمحترف سنة 1995 وكان يلعب باليد اليمنى. أعلى تصنيف له في الفردي كان المركز الـ 157 في سنة 2003. أعلى تصنيف له في الزوجي كان المركز الـ 138 في سنة 1999.

## النهائيات

### الفردي: (2)
| الرقم | السنة | الدورة                   | الأرضية | المنافس في النهائي | النتيجة في النهائي |
| ----- | ----- | ------------------------ | ------- | ------------------ | ------------------ |
| 1.    | 2000  | أرمونك، الولايات المتحدة | ترابية  | أليخاندرو هرنانديز | 6–1, 3–6, 6–3      |
| 2.    | 2001  | سيلت، ألمانيا            | ترابية  | دينيس فان شيبينغن  | 6–3, 7–6(9–7)      |

## روابط خارجية
- سلفادور نافارو على موقع رابطة محترفي التنس (الإنجليزية)
- سلفادور نافارو على موقع الاتحاد الدولي لكرة المضرب (الإنجليزية)
- سلفادور نافارو على موقع خلاصة التنس.كوم (الإنجليزية)
- سلفادور نافارو على موقع إي إس بي إن.كوم (الإنجليزية)